# Kleingebiet Pásztó
Das Kleingebiet Pásztó  (ungarisch Pásztói kistérség) war eine ungarische Verwaltungseinheit (LAU 1) innerhalb des Komitats Nógrád in Nordungarn. Im Zuge der Verwaltungsreform Anfang 2013 gingen alle 26 Ortschaften komplett in den nachfolgenden Kreis Pásztó (ungarisch Pásztói járás) über.
Im Kleingebiet lebten Ende 2012 31.497 Einwohner auf einer Fläche von 551,56 km². Die Bevölkerungsdichte lag mit 57 Einwohnern/km² erheblich unter dem Komitatsdurchschnitt (79 Einwohner/km²).
Der Verwaltungssitz befand sich in der einzigen Stadt, Pásztó (9.559 Ew.).

## Ortschaften
| Alsótold         | Bér         | Bokor            | Buják          | Csécse     |
| Cserhátszentiván | Ecseg       | Egyházasdengeleg | Erdőkürt       | Erdőtarcsa |
| Felsőtold        | Garáb       | Héhalom          | Jobbágyi       | Kálló      |
| Kisbágyon        | Kozárd      | Kutasó           | Mátraszőlős    | Palotás    |
| Pásztó           | Szarvasgede | Szirák           | Szurdokpüspöki | Tar        |
| Vanyarc          |             |                  |                |            |